# Martin Pieckenhagen
Martin Pieckenhagen (Berlino, 15 novembre 1971) è un ex calciatore tedesco, portiere.

## Palmarès
- Coppa di Lega tedesca: 1

Amburgo: 2003